# 基蘭·道爾
基蘭·奥尼尔·道爾（英語：Kieran O'Neill Dowell；1997年10月10日—），是一名英格蘭職業足球運動員，司職中場。現效力於英甲球隊伯明翰 (蘇格蘭足球超級聯賽俱樂部格拉斯哥流浪外借)。

## 球會生涯
道爾於英格蘭奧姆斯柯克出生，於7歲時，他加入愛華頓的青訓系統。
2014年12月11日，在欧足联欧洲联赛分組賽對陣卡斯洛達時，他首次代表球隊上陣，於第11分鐘後備入替受傷的克里斯蒂安·阿特蘇，但球隊在主場以0比1見負。2016年4月30日，他在主勝伯恩茅斯2比1的比賽中首次於聯賽上陣，於第87分鐘入替罗斯·巴克利。於該賽季聯賽煞科戰對陣諾域治的比賽中，道爾首次正選上陣。

### 诺维奇城
2020年7月30日，道爾與诺维奇城簽署了為期三年的合約。
2021年3月17日，道爾在球隊對陣諾丁漢森林的比賽中踢進在诺维奇城的首球，幫助球隊以2-0獲勝。
2021年5月1日，道爾在球隊對陣雷丁的比賽取得了兩次進球，幫助球隊提前一輪獲得英冠冠軍，诺维奇城並立即返回英超聯賽。

## 國家隊生涯
道爾入選英格蘭 U20參加2017年國際足協U-20世界盃的大軍名單。在對陣南韓 U20的比賽中，他攻入1球，協助球隊晉級至淘汰賽的階段。於對陣委內瑞拉U20的決賽中，道爾正選上陣，協助球隊以1比0擊敗對手奪標。

## 榮譽

### 球會
诺里奇城
- 英格蘭足球冠軍聯賽冠軍：2020–21賽季[7]

### 國家隊
英格蘭 U20
- 國際足協U-20世界盃：2017年

 英格蘭 U21
- 土倫盃國際足球錦標賽：2018年

## 外部連結
- Soccerway資料庫：基蘭·道爾
- 基蘭·道威爾於愛華頓官方網站上的資料
- 基蘭·道威爾於英格蘭足球總會網站上的資料